# الآثار النفسية لاستخدام الإنترنت
أجرى باحثون مختصّون أبحاثًا لدراسة الآثار النفسية لاستخدام الإنترنت (بالإنجليزية: Pschological effects of Internet use)‏، توظّف بعضٌ من هذه الأبحاث دراسة وظائف الدماغ لدى مستخدمي الإنترنت، وأكدت بعض الدراسات أن هذه التغييرات التي تحدث في الدماغ ضارة، في حين أكدت دراساتٌ أخرى أنها مفيدة.

## تأكيدات
يؤكد الكاتب الأمريكي نيكولاس كار أن استخدام الإنترنت يقلل من القدرة على التفكير العميق الذي يؤدي إلى الإبداع، ويقول أيضًا إن الارتباطات التشعبية والإحباطات الزائدة تعني أن الدماغ يجب أن يعطي معظم اهتمامه للقرارات قصيرة المدى، كما يقول كار أيضاً أن توافر المعلومات على الشبكة العالمية على نطاق واسع، وكبير يطغى على الدماغ ويؤذي الذاكرة طويلة المدى.

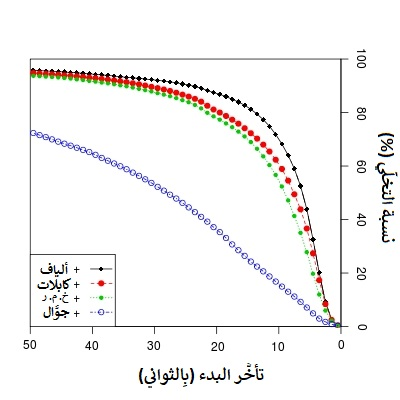
في دراسة حديثة شملت ملايين المستخدمين الذين يشاهدون مقاطع الفيديو عبر الإنترنت، تخلى المستخدمون الذين لديهم اتصال إنترنت سريع (مثل الألياف) عن الفيديو بطيء التحميل بمعدل أسرع من المستخدمين المتشابهين الذين لديهم اتصال إنترنت أبطأ (مثل الكيبل أو الجوال). جادل معلقون بأن الدراسة تظهر أنه عندما يعتاد البشر على تدفق أسرع للمعلومات على الإنترنت، يصبحون أكثر نفادًا ولديهم قدر أقل من التسامح مع التأخير.

أكد عالم الكمبيوتر راميش سيتارامان أن مستخدمي الإنترنت غير صبورين ومن المحتمل أن يفقدوا قدرتهم على الصبر مع مرور الوقت، وفي دراسة بحثية واسعة النطاق  اكتملت في عام 2012م وشارك فيها ملايين المستخدمين الذين يشاهدون مقاطع الفيديو على الإنترنت، أظهر كريشنان وسيتارامان أن المستخدمين بدؤوا في إغلاق مقاطع الفيديو على الإنترنت إذا لم يُشغل الفيديو في غضون ثانيتين. وبالإضافة إلى ذلك، أظهر المستخدمون الذين لديهم اتصالات إنترنت أسرع (مثل الدائرة بصرية مغلقة FTTH) قدرةً أقل على الصبر وإغلاقاً لمقاطع الفيديو بمعدل أسرع من المستخدمين الذين لديهم اتصالات إنترنت أبطأ. ومنذ ذلك الحين، جادل العديد من المعلقين بأن هذه النتائج توفر لمحة عن المستقبل: حيث تصبح خدمات الإنترنت أسرع وكذلك توفّر الرضا للمستخدمين بشكل أسرع، ويصبح الناس أقل صبراً وأقل قدرة على تأخير إشباعهم 
إلا أن عالم النفس ستيفن بينكر يجادل بأن الناس يملكون كامل السيطرة على ما يفعلونه، وأن البحث والتفكير لم يأت بشكل طبيعي للناس، ويقول إن «التجربة لا تعمل على تجديد القدرات الأساسية لتجهيز المعلومات في المخ» ويؤكد أن الإنترنت يجعل الناس أكثر ذكاءً بالفعل.

### دراسات التصوير بالرنين المغناطيسي
تصف هيئة الإذاعة البريطانية (BBC) البحث المنشور في مجلة العلوم (PLoS ONE) المراجعة من قبل النظراء:
«قام فريق بحث بقيادة هاو لي من الأكاديمية الصينية للعلوم في ووهان بمسح دماغي من 35 رجلا وامرأة تتراوح أعمارهم بين 14 و 21 عاما. تم تصنيف سبعة عشر منهم على أنهم يعانون من اضطراب إدمان الإنترنت (IAD) على أساس الإجابة بنعم إلى أسئلة مثل» هل قمت مرارًا وتكرارًا ببذل جهود غير ناجحة للتحكم في استخدام الإنترنت أو خفضه أو إيقافه؟
وأظهرت فحوصات دماغ الرنين المغناطيسي المتخصصة تغييرات في المادة البيضاء في الدماغ - الجزء الذي يحتوي على ألياف عصبية - في أولئك الذين صنفوا على أنهم مدمنون على شبكة الإنترنت، مقارنة مع غير المدمنين. علاوة على ذلك، تقول الدراسة: «قدمنا أدلة تثبت التغيرات الهيكلية المتعددة للدماغ في مواضيع IAD. أشارت نتائج VBM إلى تناقص حجم المادة الرمادية في القشرة الجبهية الأمامية ثنائية الجانب الثنائية (DLPFC)، المنطقة الحركية التكميلية (SMA)، المدار المتساوي الأرجل القشرة المخية (OFC)، والمخيخ واليسار rostral ACC (rACC).»
درس الأستاذ في الطب النفسي في جامعة كاليفورنيا في كاليفورنيا غاري الصغيرة نشاط الدماغ في متصفحي الويب ذوي الخبرة مقابل متصفحي الويب غير الرسميين. استخدم التصوير بالرنين المغناطيسي على كلا المجموعتين لتقييم نشاط الدماغ. وأظهرت الدراسة أنه عند تصفح الإنترنت، كان نشاط الدماغ لمستخدمي الإنترنت ذوي الخبرة أكبر بكثير من نشاط المبتدئين، خاصة في مناطق القشرة المخية قبل الجبهية المرتبطة بحل المشكلات وصنع القرار. ومع ذلك، لم يكن لدى المجموعتين فروق ذات دلالة إحصائية في نشاط الدماغ عند قراءة كتل من النص. تشير هذه الأدلة إلى أن المسارات العصبية المميزة لمستخدمي الويب المتمرسين قد تطورت بسبب استخدامهم للويب. وخلصت الدكتورة الصغيرة إلى أن «الانفجار الحالي في التكنولوجيا الرقمية لا يغير الطريقة التي نعيش بها وننقلها فحسب، بل إنه يغير أدمغتنا بسرعة وبشكل عميق».

## التأثير على القراءة التقليدية
في مقال صدر في أغسطس عام 2008م في مجلة The Atlantic بعنوان «هل Google يجعلنا أغبياء؟»، يؤكد نيكولاس كار أن استخدام الإنترنت يمكن أن يؤدي إلى انخفاض القدرة على التركيز وجعله أكثر صعوبة عند القراءة، ويقول أنه وجد مع أصدقائه صعوبة في التركيز وقراءة الكتب كاملة على الرغم من أنهم كانوا يقرؤون الكثير من الكتب عندما كانوا أصغر سناً (أي عندما كانوا لا يستطيعون الوصول إلى الإنترنت)، علماً أن هذا التأكيد يستند على الأدلة القصصية وليس الأبحاث المحكّمة.
أجرى باحثون من كلية لندن الجامعية دراسة لمدة 5 سنوات على عادات الإنترنت، ووجدوا أن الأشخاص الذين يستخدمون هذه المواقع قد عرضوا نوعًا من نشاط القراءة السريعة، حيث قفزوا من مصدر إلى آخر ونادرًا ما كانوا يعودون إلى مصدر كانوا قد استخدموه بالفعل. وتقول أحد التقارير الصادرة عام 2008: "من الواضح أن المستخدمين لا يقرؤون على الإنترنت بالمعنى التقليدي، بل هناك دلائل على أن أشكالًا جديدة من"القراءة" تظهر في الوقت الذي يتصفح فيه المستخدمون العناوين وصفحات المحتويات والملخصات بشكل سريع، ويبدو أنهم يذهبون إلى الإنترنت لتجنب القراءة بالمعنى التقليدي.

### قوة الدماغ
تشير الأبحاث إلى أن استخدام الإنترنت يساعد على تعزيز قدرة الدماغ لدى الأشخاص متوسطي العمر وكبار السن (لم يتم إجراء هذه الأبحاث على الشباب) حيث تقارن الأبحاث بين قراءة موضوعات ومعرفة الموضوعات عن طريق الإنترنت وأظهرت النتائج أن تصفح الإنترنت يحتاج النشاط الدماغي أكثر من القراءة.
كما قال كبير الباحثين البروفيسور  «جاري سمول»: وجدت أن تصفح الإنترنت يستخدم النشاط الدماغي أكثر من القراءة وأن نتائج الدراسة مشجعة وأن التقنيات المحوسبة الناشئة قد يكون لها تأثيرات فيزيولوجية وفوائد محتملة للبالغين وكبار السن وان البحث عن طريق الإنترنت ينطوي على نشاط عقلي معقد، مما قد يساعد في ممارسة الرياضة وتحسين الإنتاجية. وكان أحد تلك التأثيرات والأكثر تداولًا على الشبكات الاجتماعية تأثيره على الإنتاجية. في العديد من المدارس وأماكن العمل، يتم حجب مواقع وسائل الإعلام الاجتماعية لأن أصحاب العمل يعتقدون أن موظفيهم سوف يصرفون تركيزهم على المواقع و  يبدو  -على الأقل من إحدى الدراسات - ، أن أصحاب العمل لديهم بالفعل سبب للقلق حيث وجدت دراسة استقصائية أجرتها شركة هيرست أن مستويات إنتاجية الأشخاص الذين استخدموا مواقع الشبكات الاجتماعية كانت أقل بنسبة 1.5٪ من الذين ليس لديهم مواقع تواصل اجتماعي من الناحية المنطقية، لا يمكن للأشخاص إنجاز العمل عند قيامهم بمهام أخرى. إذا كان الموظفون يعانون من عدم القدرة على ضبط النفس فسيكون من الصعب عليهم العودة إلى العمل والحفاظ على الإنتاجية.

### آثار الشبكات الاجتماعية والسلوك
قال" يفغانس موروزف": أن  الشبكات الاجتماعية يمكن أن تكون ضارة للناس وقد تدمر الخصوصية، حيث لوحظ  أن "شركات التأمين تمكنت من الوصول إلى حسابات" فيس بوك "لمرضاهم في محاولة لدحض أن لديهم مشاكل صحية يصعب التحقق منها مثل الاكتئاب، وقد فحص أرباب العمل مواقع الشبكات الاجتماعية لفحص موظفيهم المستقبليين؛ الهيئات الجامعية بحثوا في الويب عن صور طلابهم يشربوا أو يدخنوا الحشيش وأضاف: أن الإنترنت يجعل الناس أكثر رضى عن انفسهم ويكرهون المجازفة. وقال إنه نظرًا لأن الكثير من الانتشار التكنولوجي الحديث - مثل الكاميرات والمسجلات والمثل - قد لا يرغب الناس في العمل بطرق غير معتادة خوفًا من الحصول على اسم سيء. يمكن للأشخاص مشاهدة الصور ومقاطع الفيديو الخاصة بك على الإنترنت، وهذا قد يجعلك تتصرف بشكل مختلف.
مدى الانتباه:
وفقا لصحيفة نيويورك تايمز، يقول العديد من العلماء إن «قدرة الناس على التركيز تصبح اضعف بسبب انفجارات المعلومات».  من 53573 مشاهدة صفحة مأخوذة من مستخدمين متعددين، استمرت 17٪ من المشاهدات أقل من 4 ثوان بينما استغرقت 4٪ أكثر من 10 دقائق. فيما يتعلق بمحتوى الصفحة، سيقرأ المستخدمون 49٪ فقط من الموقع الذي يحتوي على 111 كلمة أو أقل بينما يختار المستخدمون قراءة 28٪ من متوسط موقع الويب (حوالي 593 كلمة). لكل 100 كلمة إضافية على الموقع، سينفق المستخدمون مدة أطول 4.4 ثانية على الموقع. وقد تبين أن أولئك الذين يقرأون المقالات عبر الإنترنت يمرون بمقاربة أكثر دقة من أولئك الذين يقرؤون من المواد المطبوعة. عند اختيار مواد القراءة، يقرأ القراء على الإنترنت 77 ٪ من المحتوى، والتي يمكن مقارنتها بجريدة واسعة النطاق حيث يكون الرقم المقابل هو 62 ٪.

### آثار إخفاء الهوية
لا يتضمن التفاعل عبر الإنترنت في الغالب على تفاعلات «جسدية» مع شخص آخر (أي محادثة وجهاً لوجه)، وبالتالي يؤدي بسهولة إلى شعور الشخص بحرية في التصرف بشكل مختلف عبر الإنترنت، فضلاً عن عدم التحيز في الكياسة وتقليل السلطة، إلخ
من المرجح أن يستخدم الأشخاص الذين يشعرون بالقلق الاجتماعي الاتصال الإلكتروني كوسيلة اتصال واحدة فقط وبدوره يجعلهم أكثر عرضة للإفصاح عن معلومات شخصية للغرباء عبر الإنترنت، والتي عادة ما لا يقدمونها وجهاً لوجه  و تعد هذه الظاهرة سبب من أسباب انتشار البلطجة الإلكترونية وبشكل خاص عند الأطفال الذين لا يفقهون عن «أداب التواصل الاجتماعي»  
يمكن أن يؤدي إخفاء الهوية على الإنترنت إلى السلوك الفاضح عبر الإنترنت، حيث يتصرف الأشخاص ويقولون أشياء
عبر الإنترنت على غير عادة ما يقولونه ويتصرفون فيه على أرض الواقع وقد فرق الباحث في علم النفس "جون سولر" بين التصرف الحميد  الذي يمكن أن ينمو فيه الناس نفسياً من خلال الكشف عن العواطف والمخاوف والرغبات السرية وإظهار أعمال غير عادية من اللطف والسخاء وحبس السلوك الفاضح، حيث يستخدم الناس اللغة الوقحة والنقد القاسي والغضب والكراهية والتهديدات أو زيارة مواقع إباحية أو عنيفة لم تكن موجودة في "العالم الحقيق.

### إدمان الإنترنت
المقال الرئيسي: إدمان الإنترنت
يصبح الناس مدمنين أو يعتمدون على الإنترنت من خلال الاستخدام المفرط للكمبيوتر الذي يتداخل مع الحياة اليومية. يربط كيمبرلي س. يونغ اضطراب إدمان الإنترنت بقضايا الصحة العقلية الموجودة، والاكتئاب الأكثر شيوعًا. يقرر الشباب أن هذا الاضطراب له تأثيرات كبيرة اجتماعيًا ونفسيًا ومهنيًا.
«عرض أريك سيغمان لأعضاء الكلية الملكية لطب الأطفال وصحة الطفل أوضح أوجه الشبه بين التبعية على الشاشة وإدمان الكحول والمخدرات: التحفيز الفوري الذي تقدمه كل تلك الرسومات الوامضة يؤدي إلى إطلاق الدوبامين، وهو مادة كيميائية مركزية في الدماغ نظام المكافآت».
اقترحت دراسة أجريت في عام 2009 أن التغييرات الهيكلية في الدماغ كانت موجودة في المصنفه من قبل الباحثون على أنها مدمنة على الإنترنت شبيهة بتلك المصنفة على أنها مدمنة كيميائياً.
في إحدى الدراسات، اختار الباحثون سبعة عشر شخصاً يعانون من إدمان الألعاب عبر الإنترنت وسبعة عشر آخرون ممن يستخدمون الإنترنت بشكل نادر حيث استخدم ماسح التصوير الرنين المغناطيسي وأجروا مسحًا ضوئيًا «للحصول على صور ثلاثية الأبعاد موزونة» لعقل الشخص حيث كشفت نتائج الفحص أن إدمان الألعاب عبر الإنترنت «يضعف من سلامة المادة البيضاء والرمادية في القشرة الأمامية المدارية في مناطق الفص الجبهي في الدماغ». ووفقًا لما ذكره كيث لو، فإن المعالج النفسي القشرة الأمامية المدارية «له تأثير كبير على قدرتنا على القيام بمهام مثل التخطيط وتحديد الأولويات والاهتمام بتذكر التفاصيل والتحكم في انتباهنا». ونتيجة لذلك، يعتقد كيث لو أن هؤلاء المدمنين على الألعاب غير قادرين على تحديد أولويات حياتهم أو تحديد هدف وتحقيقه بسبب ضعف قشرة الدماغ الأمامية.

### التهرب من الواقع
المقال الرئيسي: الهروب
سهولة الوصول إلى الإنترنت يمكن أن تزيد من الهروب الذي يستخدمه المستخدمون الإنترنت على أنه "هروب" من المظاهر غير السارة أو المبتذلة للحياة اليومية وأن الإنترنت والعالم الافتراضي تفي بسهولة بالاحتياجات الاجتماعية والدوافع، وفقًا لجيم بلاسكوفيتش وجيريمي بيلنسن في بعض الأحيان يكونون راضين لدرجة أن المستخدمين المدمنين سينسحبون فعلياً من المجتمع". يعتقد الطبيب النفسي في جامعة ستانفورد الدكتور إلياس أبو الجودة أن التقدم في المحتوى الافتراضي والمغامرة ثلاثية الأبعاد قادتنا إلى "مكان حيث يمكننا الحصول على" حياة كاملة "[عبر الإنترنت] يمكن إزالتها تمامًا من تلقاء أنفسنا". وفي نهاية المطاف، قد يغير الواقع الافتراضي بشكل جذري احتياجات الشخص الاجتماعية والعاطفية ". يقول أبوعودة: "توقفوا عن" الحاجة إلى "أو" الرغبة في تفاعلات اجتماعية حقيقية لأنهم قد يصبحون أجانب بالنسبة إلينا "

## الآثار على الأطفال
يؤثر الإنترنت على جميع الفئات العمرية من كبار السن إلى الأطفال. ووفقًا لمقال نشر بعنوان "Digital power: exploring the effects of social media on children’s spirituality"، يعتبر الأطفال الإنترنت مكانهم الثالث بعد المنزل والمدرسة.
أحد التأثيرات الرئيسية لمواقع التواصل الاجتماعي على الأطفال هي تأثيرات التنمر الالكتروني، حيث وجدت دراسة أجراها 177 طالباً في كندا أن 15٪ من الطلاب اعترفوا بأنهم قاموا بالتنمر عبر الإنترنت بينما 40٪ من الضحايا عبر الإنترنت لم يكن لديهم أي فكرة عن من هم المتنمرين. إن الضرر النفسي الذي يمكن أن يسببه التنمر الالكتروني ينعكس في انخفاض احترام الذات والاكتئاب والقلق، كما يفتح آفاقا للتلاعب والسيطرة، كما أدى التنمر عبر الإنترنت في النهاية إلى الاكتئاب والقلق وأحيانا الانتحار، حيث إن الانتحار هو السبب الرئيسي الثالث للوفاة بين الشباب الذين تتراوح أعمارهم بين 10 و 24 سنة.
وبسبب تزايد التنمر الإلكتروني، اقترح بعض الكتاب مراقبة وتعليم الأطفال في سن مبكرة حول المخاطر المرتبطة بالتنمر عبر الإنترنت، ليس فقط التنمر ما يؤثر على الأطفال ولكن هناك مشكلة كبيرة أيضا ألا وهي الأرق، حيث تحدث هذه المشكلة بسبب مقدارالوقت الكبير المستغرق في استخدام الإنترنت حيث يستخدم الأطفال الإنترنت 27 ساعة في المتوسط أسبوعيًا وهي في ازدياد.

### آثار على الوالدين
«حذر أخصائي علم النفس أريك سيغمان  من مخاطر» الأبوة والأمومة السلبي «و» الإهمال الحميد «الناجم عن اعتماد الوالدين على الأدوات». في بعض الحالات، يمكن لإدمان الوالدين على الإنترنت أن يكون له تأثير كبير على أطفالهم. في عام 2009، توفيت فتاة تبلغ من العمر 3 سنوات في ولاية نيو مكسيكو بسبب سوء التغذية والجفاف في نفس اليوم الذي قيل إن أمها أمضت 15 ساعة في لعبه World of Warcraft على الإنترنت. في حالة أخرى في عام 2014، أصبح الزوجان الكوريان منغمسين في لعبة فيديو سمحت لهما بتربية طفل افتراضي عبر الإنترنت ليسمحوا له بقتل طفلهما الحقيقي ويمكن ملاحظة تأثيرات الإنترنت على تربية الأطفال وكيفية استخدام الآباء للإنترنت والاستجابة لاستهلاك أطفالهم على الإنترنت، فضلاً عن التأثيرات الإنترنت على العلاقة بين الوالد والطفل.
استخدام الإنترنت الوالدين والآراء تجاه تأثير الأسرة
بشكل عام، يُنظر إلى الآباء والأمهات للقيام بمهام بسيطة مثل إرسال رسائل البريد الإلكتروني ومواكبة الأحداث الجارية في حين أن مواقع الشبكات الاجتماعية أقل ترددًا. فيما يتعلق بالبحث عن مواد الوالدين، وجدت دراسة أجرتها جامعة مينيسوتا في يناير 2012 أن 75 ٪ من الآباء والأمهات الذين تم استجوابهم قد ذكروا أن الإنترنت يحسن طريقة حصولهم على المعلومات المتعلقة بالأبوة، و 19.7 ٪ وجدوا أن مواقع الأبوة والأمومة معقدة للغاية في التنقل، و 13.1٪ من المجموعة لم يعثروا على أي معلومات مفيدة عن الأبوة والأمومة على أي موقع.
وقد أظهرت العديد من الدراسات أن الآباء ينظرون إلى الإنترنت كمركز للمعلومات خاصة في تعليم أبنائهم فهم يشعرون أنها سلعة ثمينة يمكن أن تعزز تجربة تعلمهم وعندما تستخدم بهذه الطريقة لا تساهم في أي توتر أو نزاعات عائلية ومع ذلك، عندما يتم استخدام الإنترنت كوسيط اجتماعي (سواء الألعاب عبر الإنترنت أو مواقع الشبكات الاجتماعية)، هناك علاقة إيجابية بين استخدام الإنترنت والصراعات العائلية. بالتزامن مع استخدام الإنترنت للوسائل الاجتماعية فهناك خطر من تعريض المعلومات العائلية للغرباء والتي ينظر إليها الآباء على أنها تهديد ويمكن أن تضعف في النهاية حدود الأسرة.
استجابة الوالدين للطفل 
ركز تقرير افكوم الصادر في أكتوبر 2012 على مقدار استهلاك الوقت المقضي على الإنترنت عند الأطفال الذين تتراوح أعمارهم بين 5-15 وكيفية استجابة الوالدين على كمية استهلاك وقت أطفالهم على الإنترنت ومن بين الآباء الذين تمت مقابلتهم حيث 85٪ يستخدمون شكلاً من أشكال الوساطة عبر الإنترنت وتتراوح من المحادثات المباشرة مع أطفالهم حول تصفح الإنترنت إلى فلاتر متصفح الهاتف المحمول. ما تبقى من 15٪ من الآباء لا يتخذون تدابير فعالة لإعلام أطفالهم على نحو كاف بتصفح الإنترنت الآمن. هؤلاء الآباء والأمهات إما تحدثوا لفترة وجيزة فقط لأطفالهم عن ركوب الأمواج الحذر أو لا يفعلون أي شيء على الإطلاق.
ينشط الآباء في مراقبة استخدام طفلهم للإنترنت باستخدام طرق مثل التحقق من سجل التصفح وعن طريق تنظيم استخدام الإنترنت ومع ذلك ونظرًا لأن الآباء أقل إلمامًا في استخدام الإنترنت مقارنة بأطفالهم، فإنهم يهتمون أكثر بالإنترنت بالتدخل في الحياة الأسرية من الأمور عبر الإنترنت مثل الاستمالة عند الأطفال والتنمر عبر الإنترنت.
عند التعامل مع من يعانون من نقص الرقابة الأبوية على الإنترنت، يذكر الوالدان أن ابنهما نادراً ما يكون وحيداً (محدد للأطفال من سن 5 إلى 11 سنة) أو أنه يثق بأطفاله عندما يكونون متصلين بالأنترنت (للأطفال من 12 إلى 15 سنة). يضمن حوالي 80٪ من الآباء والأمهات تعليم أطفالهم سلامة الإنترنت من المدرسة، ويشعر 70٪ من الآباء بأن فوائد استخدام الإنترنت أكبر من المخاطر التي تأتي معها.
على العكس من ذلك، كشفت دراسة أمريكية، أجرتها بيو إنترنت في 20 نوفمبر 2012، أن الآباء يشعرون بقلق بالغ إزاء المشاكل التي يمكن أن يفرضها الإنترنت على أطفالهم المراهقين يميل 47٪و  من الآباء إلى القلق بشأن تعرض أطفالهم لمواد غير مناسبة على الإنترنت ويشعر 45٪ من الآباء بالقلق تجاه سلوك أطفالهم تجاه بعضهم البعض عبر الإنترنت دون اتصال به وأظهر 31 ٪ من الآباء قلقهم بشأن الإنترنت واخذة للوقت المخصص للتواصل بين الاسرة
آثار استخدام الإنترنت على العلاقات بين الوالدين والطفل
يستكشف الباحث سانفورد غروسبارت وغيره العلاقة بين الأم والطفل وكيف يؤثر استخدام الإنترنت على هذه العلاقة تشكّل هذه الدراسة أساسًا حول فكرة مارفن سوسمان وسوزان شتاينمتس في أن العلاقة بين الوالد والطفل تتأثر بشكل
كبير بتجارب وأحداث التغيير في كل جيل، ويمثل «دفء الوالدين» عاملاً في كيفية تعلّم أحد الوالدين عن الفروق الدقيقة من الإنترنت من قبل طفلهم مقابل الطريقة التقليدية للوالد الذي يؤثر على الطفل. إذا كان الوالد يعرض ميولاً «دافئة» فقد كانت أكثر انفتاحًا لتعلم كيفية استخدام الإنترنت من طفلهما حتى إذا كان الوالد حدث ليكون أكثر دراية بالموضوع. وهذا يعزز التعليم في بيئة إيجابية، والتي تدعم علاقة قوية بين الأم والطفل ويشجع التعليم ويعزز السلوك الناضج. سمحت الأمهات «الأكثر برودة» بالتدريس فقط إذا اعتقدن أن أبنائهن يحملن نفس القدر من المعرفة أو أكبر، وأنهن يرفضن التعليم بطريقة أخرى مما يوحي بوجود علاقة تنبع من غالبية التأثيرات القادمة من الأم.
ومع ذلك، على الرغم من أساليب الأبوة والأمومة الدافئة والباردة، فإن الآباء الذين يواجهون حاجز اللغة يعتمدون بشكل أكبر على أطفالهم للاستفادة من الإنترنت حيث درس فيكي كاتز من جامعة روتجرز التفاعل بين الآباء والأمهات والأطفال المهاجرين وكيف يستخدمون التكنولوجيا وتشير كاترز إلى أن معظم الموارد التي يجدها المندوبون مفيدة، موجودة على الإنترنت، إلا أن خوارزميات البحث المعمول بها حاليًا لا توجه لغات أخرى غير الإنجليزية بشكل مناسب. وبسبب هذا القصور، يشجع الآباء بشدة أطفالهم الذين يتحدثون لغتين على سد الفجوة بين الإنترنت واللغة.
يتم استخدام الإنترنت بشكل متزايد كجليسة أطفال افتراضية عندما يقوم الآباء بتنزيل التطبيقات بشكل محدد لأطفالهم بنوايا لإبقائهم هادئين. وجد استطلاع أجرته شركة أي بوس أن نصف الآباء الذين تمت مقابلتهم يعتقدون أن الأطفال الذين تتراوح أعمارهم بين 8 و13 عامًا بما يكفي لامتلاك الهواتف الذكية أو حملها، مما يزيد من استهلاك المحتوى عبر الإنترنت في الأجيال الأصغر سنا.